# NGC 2545
NGC 2545 este o galaxie activă situată în constelația Racul. A fost descoperită în 11 ianuarie 1787 de către William Herschel. Se află la o distanță de 67,3 de megaparseci de Pământ.